# Paul Wyss
Pour les articles homonymes, voir Wyss.
Paul Wyss (1891-1974) est un footballeur international suisse actif dans les années 1910 et 1920. Il joue au poste d'attaquant.

## Biographie
Paul Wyss joue pour le club suisse de l'Étoile La Chaux-de-Fonds de 1911 à 1921. Durant cette période, il dispute quatorze matchs avec l'équipe de Suisse de football, marquant au total huit buts.
Il rejoint ensuite le RC Strasbourg en décembre 1921 peu après son frère Charles Wyss, déjà au club depuis l'intersaison. Paul joue sous les couleurs strasbourgeoises en tant qu'amateur jusqu'à la fin de la saison 1923-1924, remportant le championnat d'Alsace en 1923 puis en 1924.

## Palmarès
- Suisse
  - 14 sélections et 8 buts entre 1911 et 1920.

- RC Strasbourg
  - Champion d'Alsace en 1923 et 1924.